# Donald Kenrick
Donald Kenrick (6. Juni 1929 – 2015) war ein britischer Autor, der über Roma und ihre (Verfolgungs-)Geschichte schrieb und Berater der  Bürgerrechtsorganisationen der Sinti und Roma war.
Er studierte klassisches Arabisch und promovierte über einen Dialekt des Romanes. Es folgte eine Lehrtätigkeit im Bereich Sprachunterricht für Erwachsene.

## Schriften
- Sinti und Roma: die Vernichtung eines Volkes im NS-Staat. Gesellschaft für Bedrohte Völker, 1981.
- Gypsies under the swastika. Hatfield, Hertfordshire : Univ. of Hertfordshire Press, 1995, New ed.
- Les Tsiganes sous l'oppression nazie. [Paris] : Centre de Recherches Tsiganes, 1996
- mit Karola Fings, Herbert Heuss, Frank Sparing: The Gypsies During the Second World War: From "race science" to the camps. Band 1. Univ. of Hertfordshire Press, 1997
- Von Indien bis zum Mittelmeer. Berlin : Ed. Parabolis, c 1998
- Cikáni pod hákovým křížem. Olomouc: Univ. Palackého v Olomouci, 2000, 1. vyd.
- Romengiro Drom: Indijatyr ke Maškiratuno Derjav. Berlin : Ed. Parabolis, 2001
- mit Colin Clark: Moving on: The Gypsies and Travellers of Britain. University of Hertfordshire Press, 1999
- mit Thomas Alan Acton: Scholarship and the Gypsy Struggle: Commitment in Romani Studies: A Collection of Papers and Poems to Celebrate Donald Kenrick's Seventieth Year. Univ. of Hertfordshire Press, 2000
- Romengiro Drom: Indijatyr ke Maškiratuno Derjav. Berlin : Ed. Parabolis, 2001
- Historical Dictionary of the Gypsies (Romanies). Scarecrow Press, 2007

| Personendaten    | Personendaten                              |
| ---------------- | ------------------------------------------ |
| NAME             | Kenrick, Donald                            |
| KURZBESCHREIBUNG | britischer Sprachwissenschaftler und Autor |
| GEBURTSDATUM     | 6. Juni 1929                               |
| STERBEDATUM      | 2015                                       |